# Пежо 108
Пежо 108 (фр. Peugeot 108) је мали аутомобил који производи француска фабрика аутомобила Пежо у сарадњи са Тојотом.

## Историјат
Представљен је на сајму аутомобила у Женеви марта 2014. године. Долази као наследник 107-ице. Дели платформу са Ситроеном Ц1 и Тојотом ајго, али сва три модела одликује различит дизајн. Ц1 и Ајго се производе у другој генерацији, а Пежоов назив 107 се укида. Производе се у Колину у Чешкој у фабрици ТПЦА (Toyota Peugeot Citroen Automobile).
На предњем делу стилски се ослања на Пежоове моделе новије генерације, као 208 и друга генерација 308-ице. Доступан је у верзији са троје и петоро врата, а као опција нуди се покретни платнени кров. Тренутно 108-ицу покреће два троцилиндрична безинска мотора од 1.000 и 1.200 кубика.
На Euro NCAP креш тестовима аутомобил је 2014. године добио четири од могућих пет звездица за безбедност.

## Галерија
- Пежо 108
- Ситроен Ц1, II генерација
- Тојота ајго, II генерација